# Oxylymma sudrei
Oxylymma sudrei là một loài bọ cánh cứng trong họ Cerambycidae.